# Кулаков, Андрей Евгеньевич
Андре́й Евге́ньевич Кулако́в (род. 10 мая 1953, Москва) — советский и российский историк, культуролог, религиовед, педагог.

## Биография
Родился в Москве в 1953 году. С отличием окончил истфак МГУ. Преподаёт в школах, ВУЗах, системе повышения квалификации педагогов. С 1990-х годов специализируется в области изучения религий. Является одним из создателей нового концептуального подхода к преподаванию религиоведческих курсов. Автор нескольких книг, в числе которых учебники «Религии мира» (АСТ, 1997, 1998, 2003) и «Религии в России» (АСТ пресс, 2007; Московские учебники, 2008). Участвовал в торжествах по поводу 2000-летия христианства в Вифлееме. Автор юбилейной книги «Свет Вифлеемской звезды» (Третье тысячелетие, 1999). Автор множества статей по вопросам изучения и преподавания истории, культурологии, религиоведения, основ религиозных культур и светской этики.

## ТВ-Радио
- Ночной полет на ТВЦ, ведущий Андрей Максимов, эфир 11 ноября 1999 года, Андрей Кулаков